# Sjundeå krigsveteraner

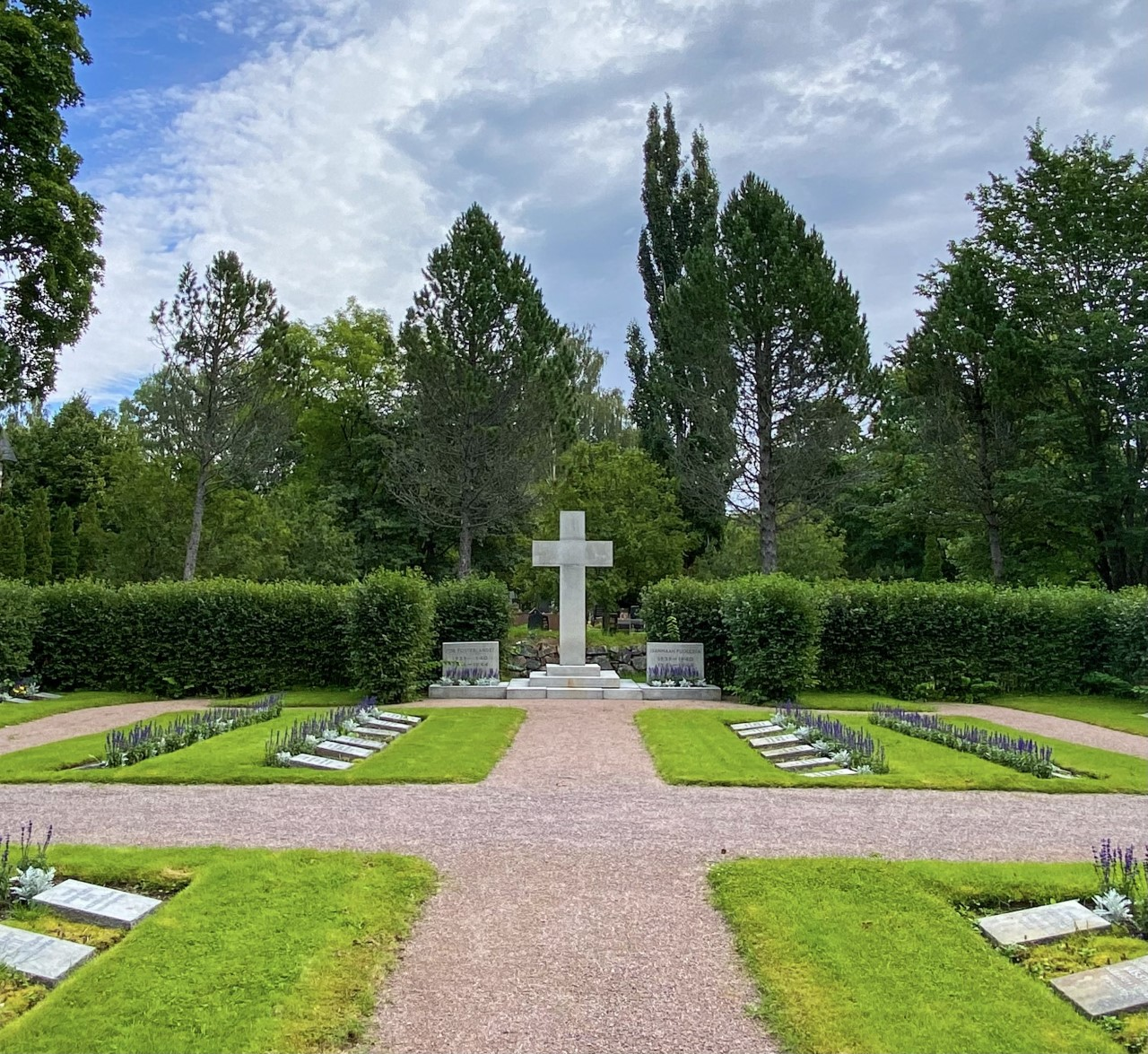
Sjundeå hjältegravar.

Sjundeå Krigsveteraner rf är en finländsk, svenskspråkig förening som arbetar till förmån för krigsveteraner i Sjundeå och har som syfte att bevara deras arv. Föreningen grundades hösten 1967 och är en av de äldsta inom Södra Finlands krigsveterandistrikt. År 2012 hade föreningen cirka 100 medlemmar.
Det finns sammanlagt 81 hjältegravar på Sjundeå hjältegravsområde.